# مورا (البرتغال)
مورا (بالإنجليزية: Moura)‏ هي مدينة من مدن البرتغال. يبلغ عدد سكانها 15,167 نسمة وذلك حسب إحصائيات سنة 2011. تبلغ مساحتها 958.46 كم². وهي مقر محطة مورا للطاقة الشمسية التي تُعد أحد أكبر المحطات للطاقة الشمسية في العالم.

## معرض صور

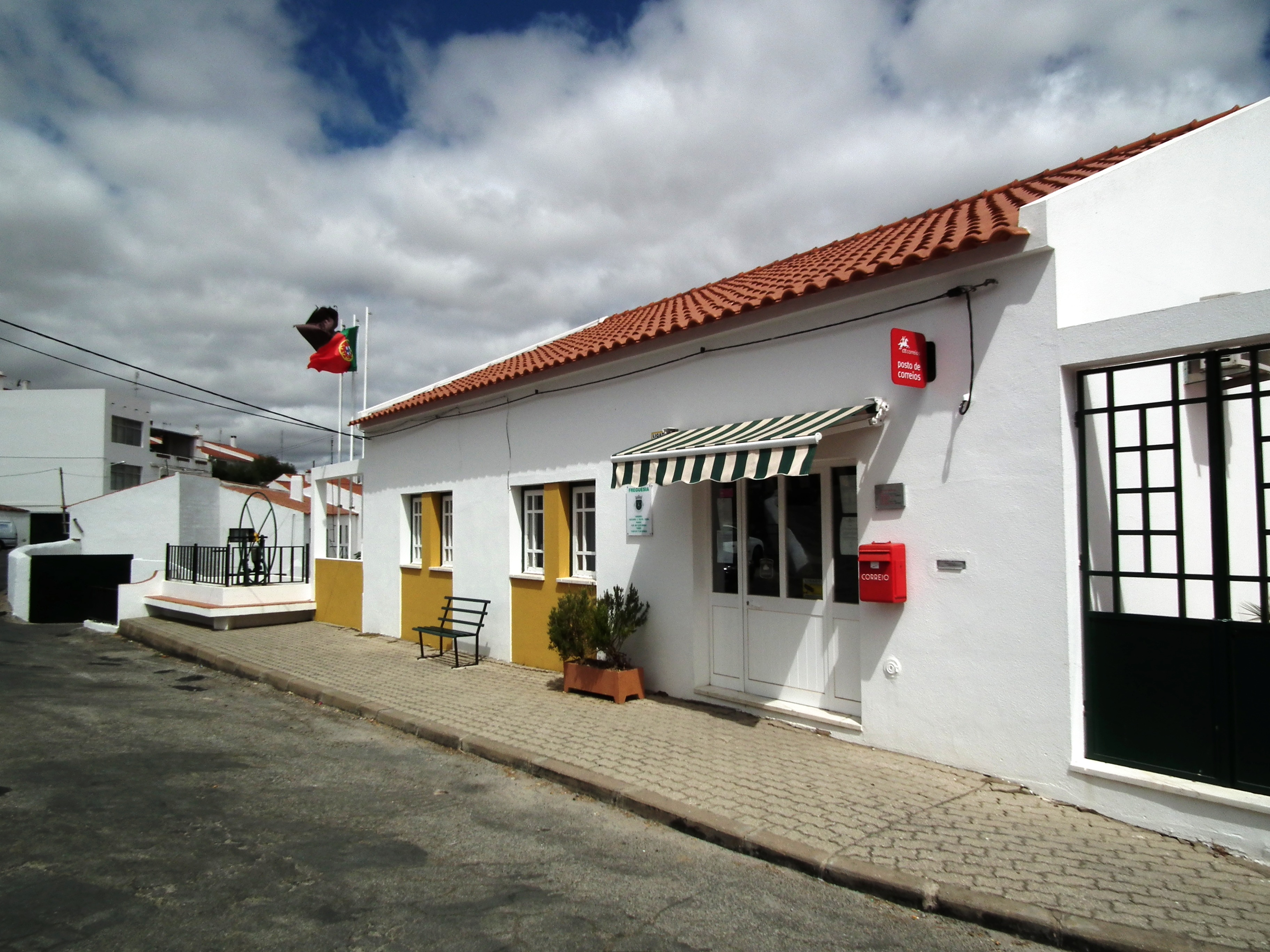
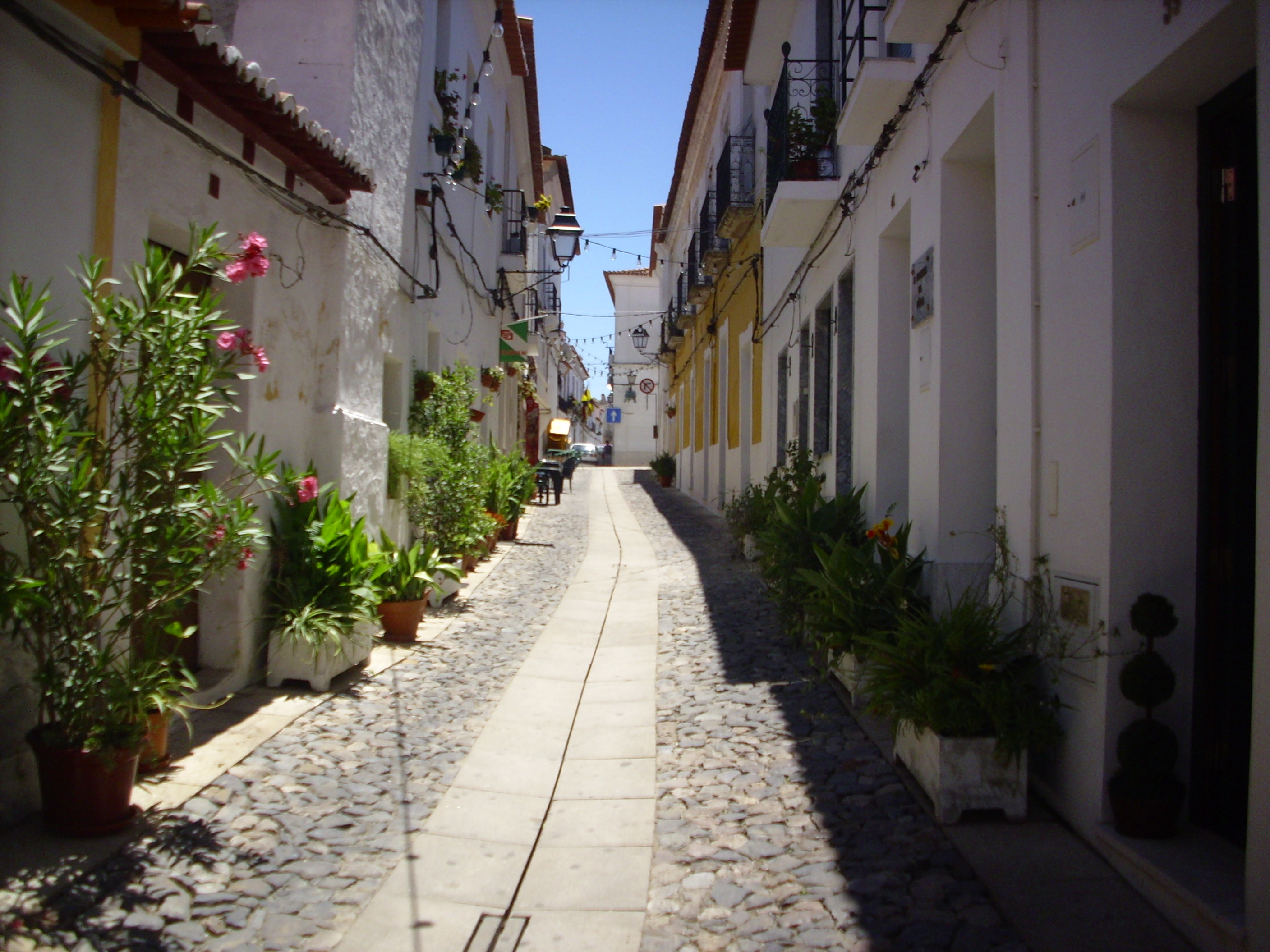
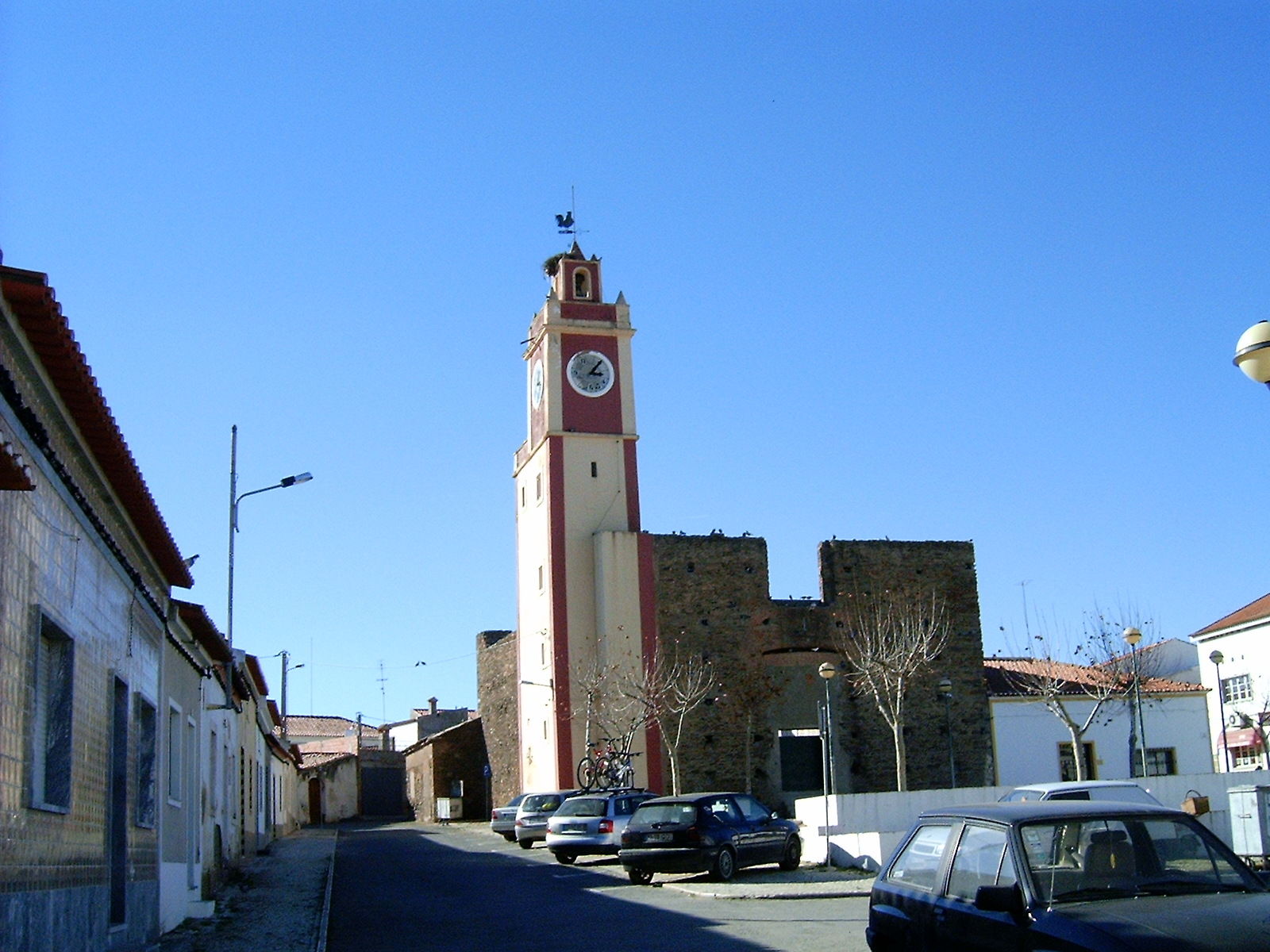
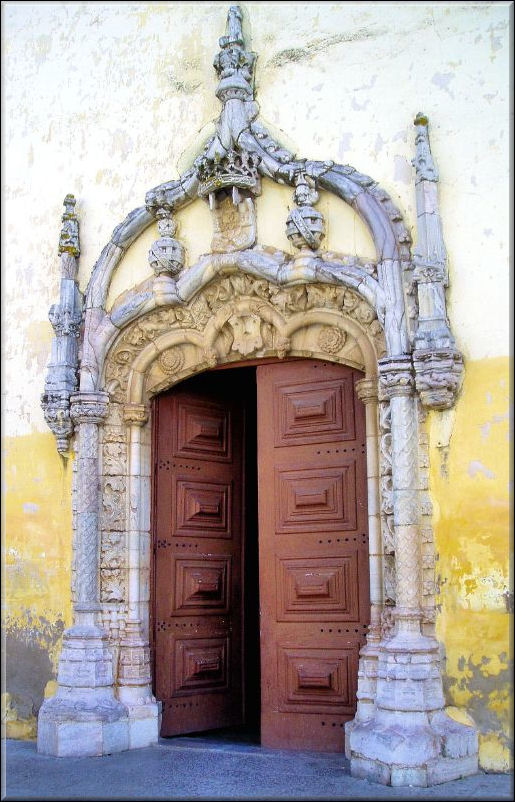

## أعلام
- فرنسيسكو مارتينز رودريغوس
- ميجيل غارسيا

## وصلات خارجية
- الموقع الرسمي